# Oodera
Oodera is een geslacht van vliesvleugeligen uit de familie Pteromalidae. De wetenschappelijke naam van dit geslacht is voor het eerst geldig gepubliceerd in 1874 door Westwood.

## Soorten
Het geslacht Oodera omvat de volgende soorten:
- Oodera ahoma (Mani & Kaul, 1973)
- Oodera albopilosa Crosby, 1909
- Oodera bestia Nikol'skaya, 1952
- Oodera dakarensis Risbec, 1957
- Oodera formosa (Giraud, 1863)
- Oodera gracilis Westwood, 1874
- Oodera hoggarensis Hedqvist, 1967
- Oodera longicollis (Cameron, 1903)
- Oodera madegassa Boucek, 1958
- Oodera magnifica (Risbec, 1951)
- Oodera monstrum Nikol'skaya, 1952
- Oodera obscura Westwood, 1874
- Oodera pumilae Yang, 1996
- Oodera regiae Yang, 1996
- Oodera rufimana Westwood, 1874
- Oodera tenuicollis (Walker, 1872)